# The Tall T
The Tall T (Brasil: O Resgate do Bandoleiro ) é um filme estadunidense de 1957 do gênero western, dirigido por Budd Boetticher. O roteiro é de Burt Kennedy que adaptou um conto de Elmore Leonard chamado "The Captives". Em 2000 The Tall T foi escolhido para ser preservado pela Biblioteca do Congresso dos Estados Unidos da América, por sua significância "cultural, histórica ou estilistica". Com locações em Lone Pine, Califórnia.

## Sinopse
O filme começa com o rancheiro solitário Pat Brennan chegando a uma estação de diligências onde se encontra com o velho chefe do lugar e seu filho garoto. Depois ele vai à vizinha cidade de Contention City (Arizona), onde acaba por perder o cavalo numa aposta com seu antigo patrão. Ao retornar, ele pega uma carona com seu amigo e condutor de diligência Rintoon, que leva um casal em lua-de-mel - o guarda-livros Willard Mims e a herdeira de um rico minerador de cobre, Doretta. De volta à estação, Pat e os demais descobrem que a mesma foi tomada por um trio de bandidos sanguinários, que mataram o chefe e seu filho. Os bandidos queriam assaltar uma outra diligência, mas acabam por engendrar um novo plano quando sabem sobre o casal de passageiros. Assim, eles mandam Willard ir até o pai de Doretta e pedir 50.000 dólares de resgate pela vida dela. O líder dos bandoleiros, Frank Usher, simpatiza com Pat e o deixa vivo enquanto espera pelo retorno de Willard. Mas Pat sabe que os bandidos irão matá-lo e também a moça, e só espera uma chance para enfrentá-los.

## Elenco principal
| Ator               | Personagem   |
| ------------------ | ------------ |
| Randolph Scott     | Pat Brennan  |
| Richard Boone      | Frank Usher  |
| Maureen O'Sullivan | Doretta Mims |
| Arthur Hunnicutt   | Ed Rintoon   |
| Skip Homeier       | Billy Jack   |
| John Hubbard       | Willard Mims |
| Henry Silva        | Chink        |